# Down on the Farm (film 1915)
Down on the Farm è un cortometraggio muto del 1915 scritto e diretto da Al Christie (con il nome Al E. Christie) per la Nestor Film Company.

## Produzione
Il film fu prodotto dalla Nestor Film Company.

## Distribuzione
Distribuito dall'Universal Film Manufacturing Company, il film - un cortometraggio in una bobina - uscì nelle sale cinematografiche USA il 15 marzo 1915.